# Kloubnatka smrková
Kloubnatka smrková (Gemmamyces piceae) je houba z řádu zďovkotvaré (Pleosporales) a stejnojmenná choroba napadající především smrky. Je rovněž nazývána odumírání pupenů smrku (toto nebo velmi podobná onemocnění nicméně mohou způsobit i příbuzné druhy). Vyskytuje se zejména na lokalitách s množstvím srážek a trvale vysokou vzdušnou vlhkostí. V Česku je známa hlavně z oblasti Krušných hor, kde způsobila velkoplošné odumírání smrků pichlavých (Picea pungens).

## Systematika
Kloubnatka smrková byla poprvé zaznamenána v roce 1906 ve skotském hrabství Perthshire. K jejímu odbornému popisu došlo o tři roky později.
Podle fylogenetické analýzy z roku 2017 druh náleží do čeledi černěnkovité (Melanommataceae) v rámci řádu zďovkotvaré (Pleosporales).

## Biologie a ekologie

### Výskyt
V roce 1917 byla kloubnatka smrková poprvé s jistotou zaznamenána na českém území. Druh byl poté objeven v řadě evropských zemí (mj. Rakousko, Dánsko, Finsko, Německo, Irsko, Itálie, Rusko, Slovensko, Švédsko, Švýcarsko a Spojené království). V 80. letech 20. století byl nalezen i v Číně. Objevil se už i na Aljašce.

### Hostitel
K hostitelům kloubnatky patří zástupci rodu smrk (Picea sp.), mj. smrk ztepilý (Picea abies), smrk pichlavý (Picea pungens), smrk sivý (Picea glauca), smrk sitka (Picea sitchensis) nebo smrk Engelmannův (Picea engelmannii).
V rámci výzkumu v Krušných horách bylo konstatováno, že se zde prozatím jeví, vůči houbové chorobě, odolný smrk ztepilý (Picea abies). Bez známek napadení jsou zde smrk omorika (Picea omorica) a smrk černý (Picea mariana), naopak silně je napadán smrk sivý (Picea glauca).

### Symptomy
Pupeny jsou na jaře při rašení viditelně zduřelé, jakoby nateklé, vyrůstající letorosty se kroutí, deformují, spirálovitě stáčí. Při silné infekci odumírá terminální pupen a některý boční pupen na vrcholu letorostu přebírá jeho funkci. Pokud je infekce slabá a dochází k částečnému prorašení, výhony jsou zdeformované a v následující zimě namrzají. Na napadených pupenech vyrůstá černé stroma a v něm plodnice kulovitého tvaru (o průměru většinou do 1 mm).

### Životní cyklus

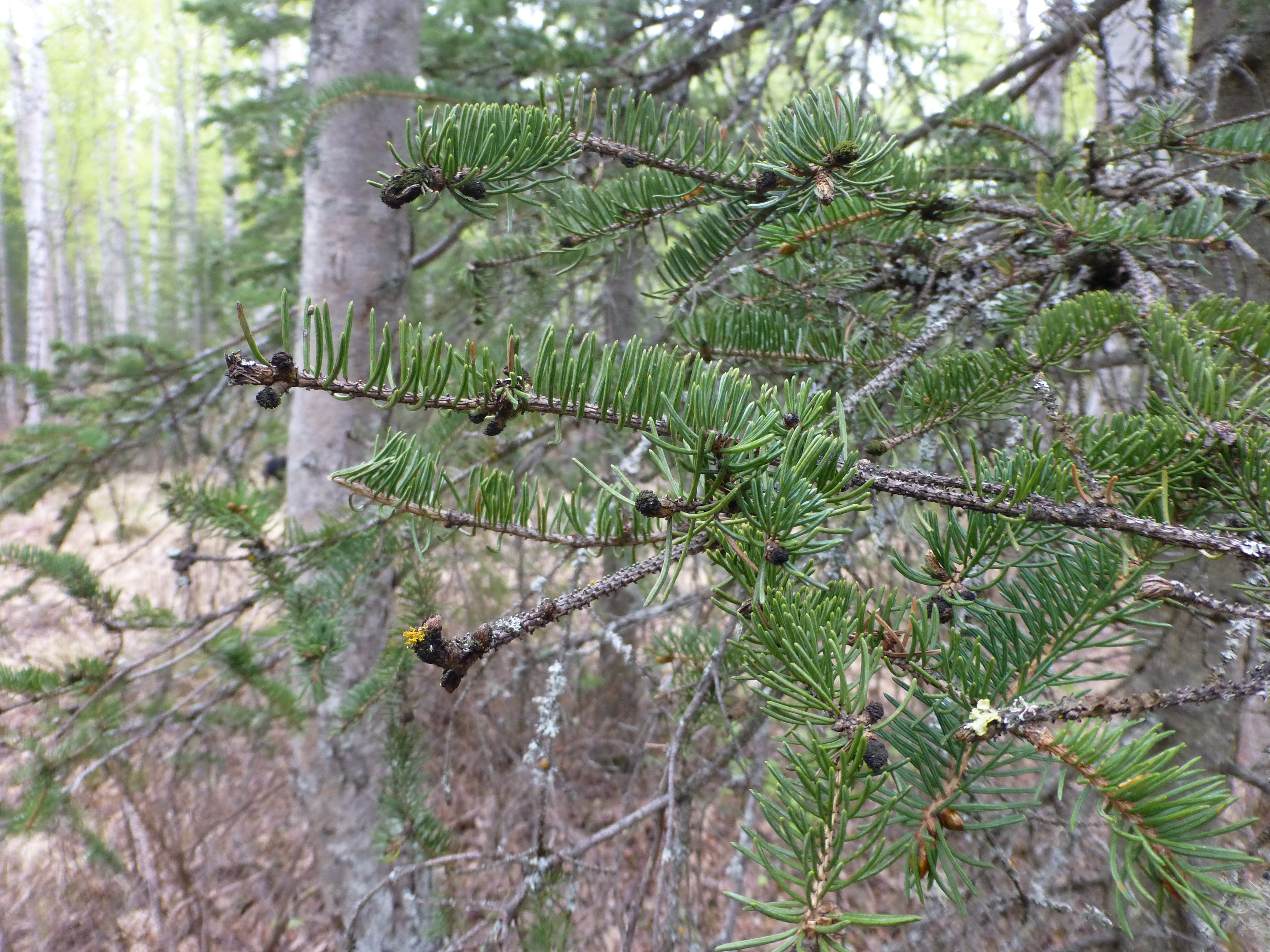
Napadené pupeny smrku

K infekci hostitelské dřeviny dochází během celého vegetačního období. Od začátku vegetace jsou napadené odumřelé pupeny, nezřídka zdeformované při pokusu o vyrašení, pokrývají černým povlakem (bazálním stromatem). Zde se utvářejí nejprve plodnice konidiového stádia – konidiové anamorfní stádium – Megaloseptoria mirabilis – povrchové pyknidy (Perithecia) vyrůstají obvykle teprve poté.
Plodnice teleomorfního stádia jsou pseudothecia podobné velikosti i barvy, na povrchu hladká, se silnou stěnou. Obsahují vřecka s vřetenovitými, mnohobuněčnými askosporami. Oba typy plodnic najdeme po celou vegetační sezónu, konidie jsou aktivní po celou tuto dobu, ale askospory pouze na konci léta a na podzim. Podle frekvence výskytu napadených pupenů dochází k opadu všech ročníků jehlic a kompletnímu odumírání jednotlivých větví a celých dřevin. Většinou se tak děje po několikaleté po sobě následující infekci, kde se dřeviny vysílí a spící pupeny nestačí vyrašit a vytvořit náhradní asimilační aparát. V některých monokulturách se tak děje během 2 až 3 let.

## Popis

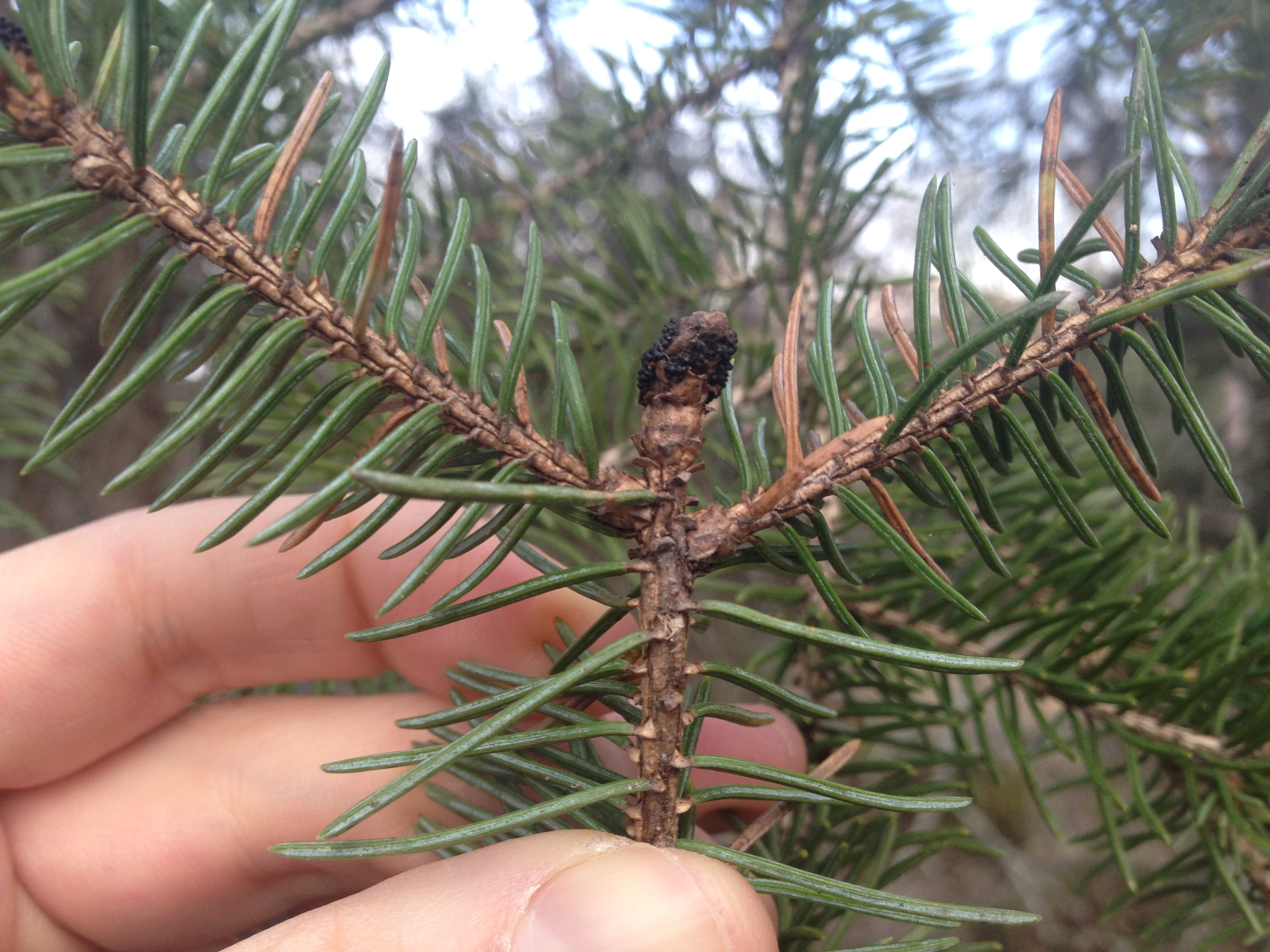
Detail napadeného pupenu

Konidiové anamorfní stádium houby (Megaloseptoria mirabilis) tvoří od začátku vegetace pyknidy. Pyknidy jsou přisedlé, nespojité, v trsech, lysé, tmavě hnědé až šedočerné, víceméně kulovité, kolem 500 μm v průměru, s kruhovitým otvorem o průměru 40–60 μm. Stěna pyknid je tvořena více (8–12) vrstvami tenkostěnných hnědě zbarvených buněk. Výtrusy (konidie) jsou vláknité, mnohobuněčné (s četnými přepážkami), o rozměrech 220–320 x 5–8 μm, jsou bezbarvé, na vrcholu mírně zúžené se zakulaceným koncem a na základně zkosené. Vyrůstají jednotlivě z palisádovitě uspořádaných konidioforů. Kloubnatka smrková má extrémně dlouhé konidie, které ve zralosti zaplňují prakticky celou pyknidu – v kontrastu ke konidiím jsou konidiofory nepatrné, sotva rozlišitelné od vnitřních buněk stěny pyknidy.
Perithecia jsou obdobných rozměrů jako pyknidy, povrchová, přisedlá či s kratičkým stonkem, trsnatá, na povrchu hladká, tmavě až černohnědě zbarvená, kulovitá, zralá s otvorem o průměru 30–50 μm, stěna perithecia bývá obvykle o něco silnější než u pyknidy, s tlustostěnnými buňkami na povrchu. Vřecka jsou bitunikátní, kuželovitá, o rozměrech 180–250 x 25–30 μm, obsahují 8 askospor. Ty jsou protáhlé kuželovité až vřetenovité, mnohobuněčné, nezřídka ve středu poněkud zaškrcené, příčně 5–8x přepažené, s obvykle jednou podélnou přepážkou (s výjimkou koncových buněk). Tyto „zďovitě“ utvářené výtrusy jsou zbarveny až tmavě hnědě, jejich velikost se pohybuje v rozmezí 35–50 x 12–15 μm. V peritheciu jsou ještě přítomné četné pseudoparafýzy.

## Význam
Podle různých zdrojů se škodlivost různí. Je zmiňováno, že následkem poškození se vyvíjejí náhradní pupeny a při silném napadení se objevují anomálie větvení.
V Česku byla kloubnatka poprvé zaznamenána již počátkem 20. století ve Slavkovském lese, nicméně první větší rozšíření je reportováno až o století později z počátků 21. století.
Začátkem 21. století je v ČR popisován výskyt ve školkách a na plantážích vánočních stromků, kde vznikaly škody na výpěstcích.
Od roku 2009 byl zaznamenán zvýšený výskyt v smrkových monokulturách smrku pichlavého v Krušných horách, na lokalitách v Orlických horách a také v Jizerských horách. Na Mostecku a Teplicku je kolem deseti tisíců hektarů lesa monokultury smrku pichlavého, z toho v roce 2009 byla chorobou napadena celá čtvrtina. Počítá se s celoplošným úhynem porostů smrku pichlavého v zasažené oblasti do roku 2012.

## Ochrana rostlin

### Prevence
V okrasných a lesních školkách je doporučena likvidace napadeného materiálu a případné opakované použití fungicidů. Jinde je doporučen několikrát během vegetace preventivní zásah fungicidy (Pešková et Soukup, 2011). V případě kalamit, které postihují ČR na počátku 21. století je velkoplošná prevence fungicidy dlouhodobě neefektivní.
Za vhodné je považováno vyloučení stanovišť s vyšší vlhkostí vzduchu pro výsadby.

### Ochrana při výskytu
Snížení infekčního tlaku mechanickým odstraněním pupenů. U smrkových monokultur je podle stupně poškození nutné uvažovat o rekonstrukci porostů a změny projektu i na základě ohlášení vyšší moci, případně používat smrk ztepilý, který se jeví méně náchylný.